# Alexandra Shlyakhova
Alexandra Nikolaevna Shlyakhova (1923, Zaporozhye, RSS da Ucrânia, URSS - 1944, RSS da Letônia, URSS) foi uma atiradora de elite soviética durante a Segunda Guerra Mundial.

## Biografia
Ela nasceu em 1923 ou 1924 na cidade de Zaporozhye. Antes da guerra, ela trabalhava em uma fábrica em Zaporozhye. Com a eclosão da guerra e o avanço das tropas alemãs, ela foi evacuada para os Urais junto com sua mãe, irmã e irmão.
Ela foi convocada para as fileiras do Exército Vermelho pelo escritório de registro e alistamento militar do distrito de Cheborkulsky. Em dezembro de 1942, ela se formou com honras na escola feminina de snipers e, após a formatura, Alexandra foi presenteada com um fuzil de precisão personalizado com um monograma na coronha da arma em nome do Comitê Central do Komsomol. Desde agosto de 1943 ela estava no exército e lutou com a 21ª Divisão de Fuzileiros de Guardas.
Em 1º de dezembro de 1943, ela foi ferida por um fragmento de mina. Após o tratamento no hospital, ela voltou para sua unidade. Por ordem da divisão datada de 5 de dezembro de 1943, a sniper da 8ª companhia de fuzileiros do 59º Regimento de Fuzileiros da Guarda, Sargento A. N. Shlyakhova, foi condecorada com a Ordem da Estrela Vermelha. Em janeiro de 1944, pelo abate de 55 soldados e oficiais inimigos, ela foi presenteada com a medalha "Pela Coragem". Em 31 de janeiro do mesmo ano, ela foi condecorada com a Ordem da Bandeira Vermelha. Ela ascendeu ao posto de sargento-mor veterano (Starshiná), e tornou-se comandante de um pelotão de atiradores de elite.
Alexandra morreu em combate em 7 de outubro de 1944 no território da RSS da Letônia. Ela foi enterrada na cidade de Dobele. Ela foi premiada postumamente com a Ordem da Guerra Patriótica, 1ª classe. Seu fuzil de precisão está guardado em Moscou, no Museu Central das Forças Armadas.
Em Zaporozhye, o nome de Alexandra Shlyakhova foi levado pelo destacamento pioneiro de uma das escolas por muitos anos.

## Literatura
- В. А. Чувилкин. Девушки в шинелях. Издательство «Московский рабочий», 1982 год.[5]